# Mesochorus triangulus
Mesochorus triangulus là một loài tò vò trong họ Ichneumonidae.